# Haplomydas crassipes
Haplomydas crassipes är en tvåvingeart som beskrevs av Mario Bezzi 1924. Haplomydas crassipes ingår i släktet Haplomydas och familjen Mydidae. Inga underarter finns listade i Catalogue of Life.